# (466286) 2013 PB29
(466286) 2013 PB29 es un asteroide perteneciente al cinturón de asteroides, descubierto el 28 de octubre de 1998 por el equipo Spacewatch desde el Observatorio Nacional de Kitt Peak (Arizona, Estados Unidos).